# Chikkamaralihalli, Savanur
Chikkamaralihalli là một làng thuộc tehsil Savanur, huyện Haveri, bang Karnataka, Ấn Độ.